# میدوی، شهرستان کمبرلاند، تنسی
میدوی (به انگلیسی: Midway) یک منطقهٔ مسکونی در ایالات متحده آمریکا است که در شهرستان کامبرلند، تنسی واقع شده‌است. میدوی ۶۱۶٫۰۱ متر بالاتر از سطح دریا واقع شده‌است.